# Sweetie (film, 1923)
Pour les articles homonymes, voir Sweetie.
Pour plus de détails, voir Fiche technique et Distribution.
Sweetie est un court-métrage muet américain d'Alfred J. Goulding, sorti en 1923.

## Fiche technique
- Titre original : Sweetie
- Réalisation : Alfred J. Goulding
- Scénario : Alfred J. Goulding
- Producteurs : Abe Stern, Julius Stern
- Durée : 20 minutes
- Pays de production : États-Unis
- Couleur : Noir et Blanc
- Format : 1,33 : 1
- Son : muet
- Date de sortie :
  - États-Unis : 25 avril 1923

## Distribution
- Baby Peggy
- Jerry Mandy
- Louise Lorraine
- Max Asher